# Cohésion nationale
Cohésion nationale (en italien Coesione nazionale, CN) était un groupe parlementaire au Senato della Repubblica, de mars 2011 à mars 2013, dont le nom complet est Cohésion nationale-Io Sud-Force du Sud. Il a été créé au cours de la XVIe législature pour faire pendant au groupe Initiative responsable devenu Peuple et territoire. Constitué officiellement le 1er mars 2011, il comprenait alors dix sénateurs. Fin 2011, il comporte douze sénateurs, dont deux sénateurs de FareItalia. Il cesse d'exister le 15 mars 2013 avec le début de la XVIIe législature. Un groupe similaire mais portant un nom différent est cependant reconstitué le 20 mars, Grandes autonomies et libertés.